# Земляцьке об'єднання «Тернопільщина»
Земляцьке об'єднання «Тернопільщина» —  громадська організація українців у США, родом з Тернопільської області. Створена 7 липня 1957 у Філадельфії.
- Богдан Філінський (17 жовтня 1905, Тернопіль — 24 листопада 1987, Філадельфія) — інженер-агроном, громадський діяч. Співзасновник і голова Земляцького об'єднання «Тернопільщина».[1]
- Богдан Остап'юк (20 грудня 1907, Тернопіль — 14 січня 1988, Маямі) — фармацевт, журналіст, видавець, громадський діяч у США.
- Микола Збир (? — 2 лютого 1968, Філадельфія) — священик УГКЦ, співзасновник Земляцького об'єднання «Тернопільщина».

## Видання
- Тернопільський Бюлетень[2], видається з 1974 року. Редколегія: Богдан Остап'юк, Богдан Філінський, Осип Янкевич.